# ضریب انشعاب

در رایانش، ساختار داده درخت و نظریه بازی‌ها به تعداد بچه‌های موجود منشعب‌شده از یک گره و گراف جهت‌دار ضریب انشعاب یا ضریب شاخه‌‌داری (به انگلیسی: Branching factor) می‌گویند.